# Palauet de la Família Feu Guião

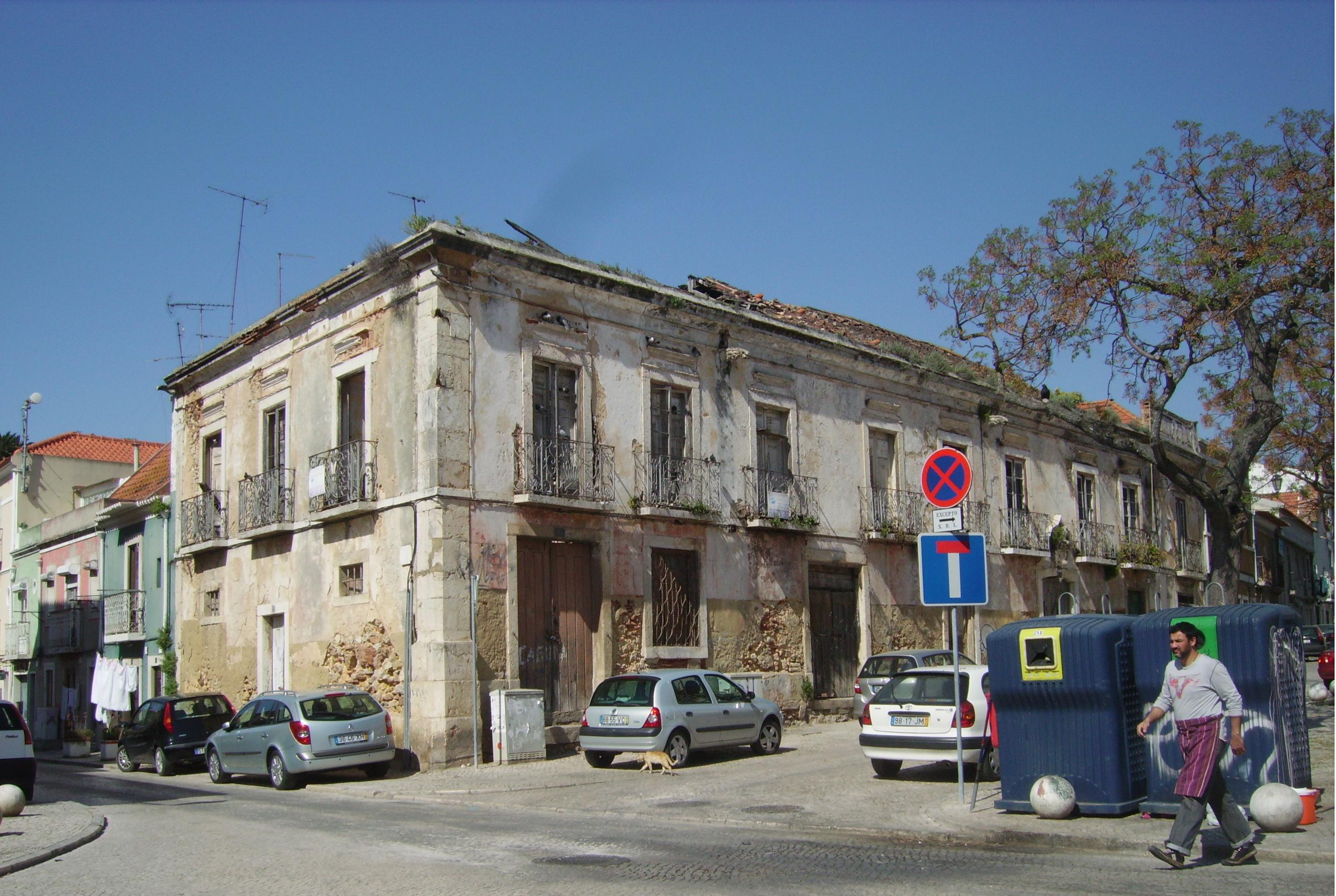
Vista general del Palauet Feu Guiâo

Aquest palauet es troba a Bairro de Troino, a la freguesia de Nossa Senhora da Anunciada, a Setúbal. És un palauet construït a mitjan segle xviii, amb una gran simplicitat arquitectònica, amb alguns motius interessants com el blasó de la família i quatre gàrgoles.
Es creu que el nom se li deu a qui va edificar-lo, José da Rosa Guiâo e Abreu, que en aquella època, era un famós jurista, en ple ascens social. Una altra designació, la del Palau do Adeantado, s'atribueix també al fet que José de la Rosa tenia, simultàniament, aquesta funció reial.
L'edifici es va mantenir en mans de la família Feu Guiâo fins a l'any de 1881, i aquest any fou comprat en subhasta pública per Manuel Maria Valente.

## Actualitat
Després de servir de residència durant quasi dos segles, l'edifici l'ocupen diverses institucions, entre les quals una escola de primària. En ocasió, però, del terratrèmol de 1969, que afectà tota la zona de la ciutat de Setúbal, el palauet quedà danyat i, amb el pas dels anys, es va anar degradant i actualment, es troba en un estat de deterioració preocupant.(1)